# كايل نوتون

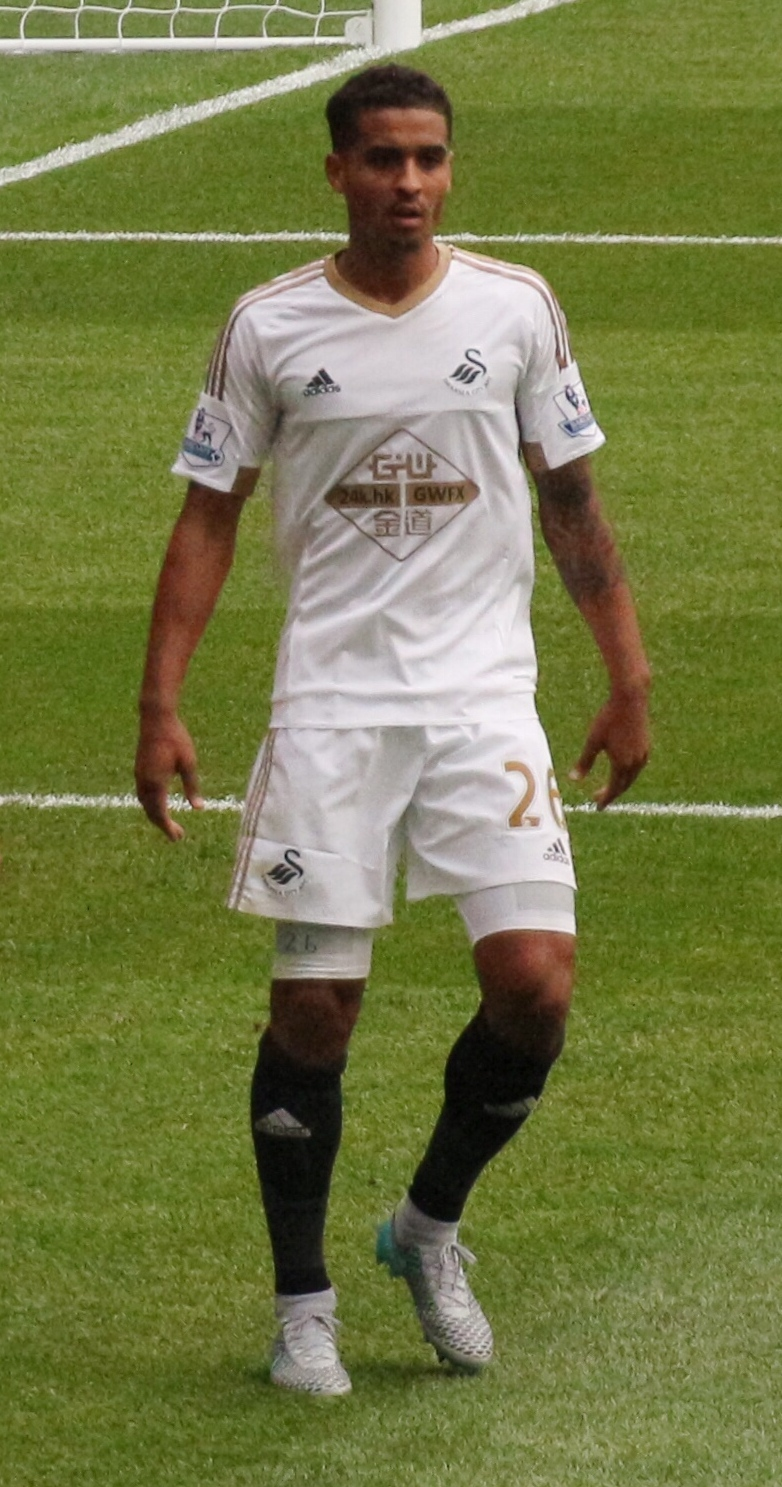

كايل نوتون (بالإنجليزية: Kyle Naughton)‏ (ولد في 17 نوفمبر 1988) هو لاعب كرة القدم الإنجليزي الذي يلعب لتوتنهام كقلب دافع ويمكن أيضا أن يلعب دورا أكثر تقدما على اليمنى من خط الوسط.
وتون هو من خارج من مركزا للامتياز والأكاديمية لنادى شيفيلد يونايتد، وكان هناك منذ سن السابعة. ومثل منتخب إنجلترا تحت سن 15 عاما في معسكرا تدريبيا خلال موسم 2004-05، وعلى مر السنين أصبح منتظما في الأكاديمية وقاد ناديه أكاديمية إلى الدور ربع النهائي من كأس الشباب في موسم 2006-07.
و كان قد وقع لنادى الدوري الإسكتلندي فريق جريتنا على سبيل الإعارة في 2008 ولعب له لأول مرة ضد رينجرز الاسكتلندي في 16 يناير 2008. ولعب بانتظام لبقية الموسم في صفوف النادي الإسكتلندي. نوتون لعب 19 مباراة مع النادي لكنه لم يتمكن مساعدتهم على تفادي الهبوط.
نوتون بدء مع شيفيلد يونايتد بالفوز على واتفورد 2-1 في سبتمبر 2008 حيث عزز مكانه في الفريق.
نوتون وقع لتوتنهام في 2009 إلى جانب مواطنه شيفيلد يونايتد لاعب كايل ووكر.

## روابط خارجية
- كايل نوتون على موقع الاتحاد الأوربي (الإنجليزية)
- كايل نوتون على موقع قاعدة بيانات كرة القدم.إي يو (الإنجليزية)
- كايل نوتون على موقع Soccerbase.com (لاعب) (الإنجليزية)
- كايل نوتون على موقع Soccerway.com (الإنجليزية)
- كايل نوتون على موقع عالم كرة القدم.نت (الإنجليزية)
- كايل نوتون على موقع كووورة
- كايل نوتون على موقع AS.com (الإسبانية)